# San Juan del Cesar (kommun)
San Juan del Cesar är en kommun i Colombia.   Den ligger i departementet La Guajira, i den norra delen av landet, 700 km norr om huvudstaden Bogotá. Antalet invånare är 33 654.